# Nintendocore
Nintendocore (također poznat kao Nintendo rock, video rock ili nerdcore) je glazbeni žanr 
koji spaja elemente modernog rocka s 8-bitnom glazbom, chiptunesom i glazbom iz videoigara.
Razvio se iz hardcore punka, post-hardcora i metalcora te je pod utjecajem raznih drugih žanrova
od elektronike, noise rocka, post-rocka i screama.
Termin, te pokret je započeo sastav Horse the Band, dok su ga kasnije popularizirali sastavi
The Advantage, Minibosses, The NESkimos i drugi.